# شهرهای متحد و دولت‌های محلی
سازمان شهرهای متحد و دولت‌های محلی (UCLG) یک سازمان بین‌المللی فراگیر برای شهرها، دولت‌های محلی و منطقه‌ای و انجمن‌های شهرداری است.
از زمان تأسیس آن در سال 2004، دفتر مرکزی UCLG در بارسلون (دبیرخانه جهانی، کلان‌شهر و مناطق UCLG) قرار دارد و دفاتر منطقه‌ای آن در برازیلیا، بروکسل، استانبول، جاکارتا، کازان، لاپاز، اتاوا و رباط واقع شده‌اند.